# Medeia

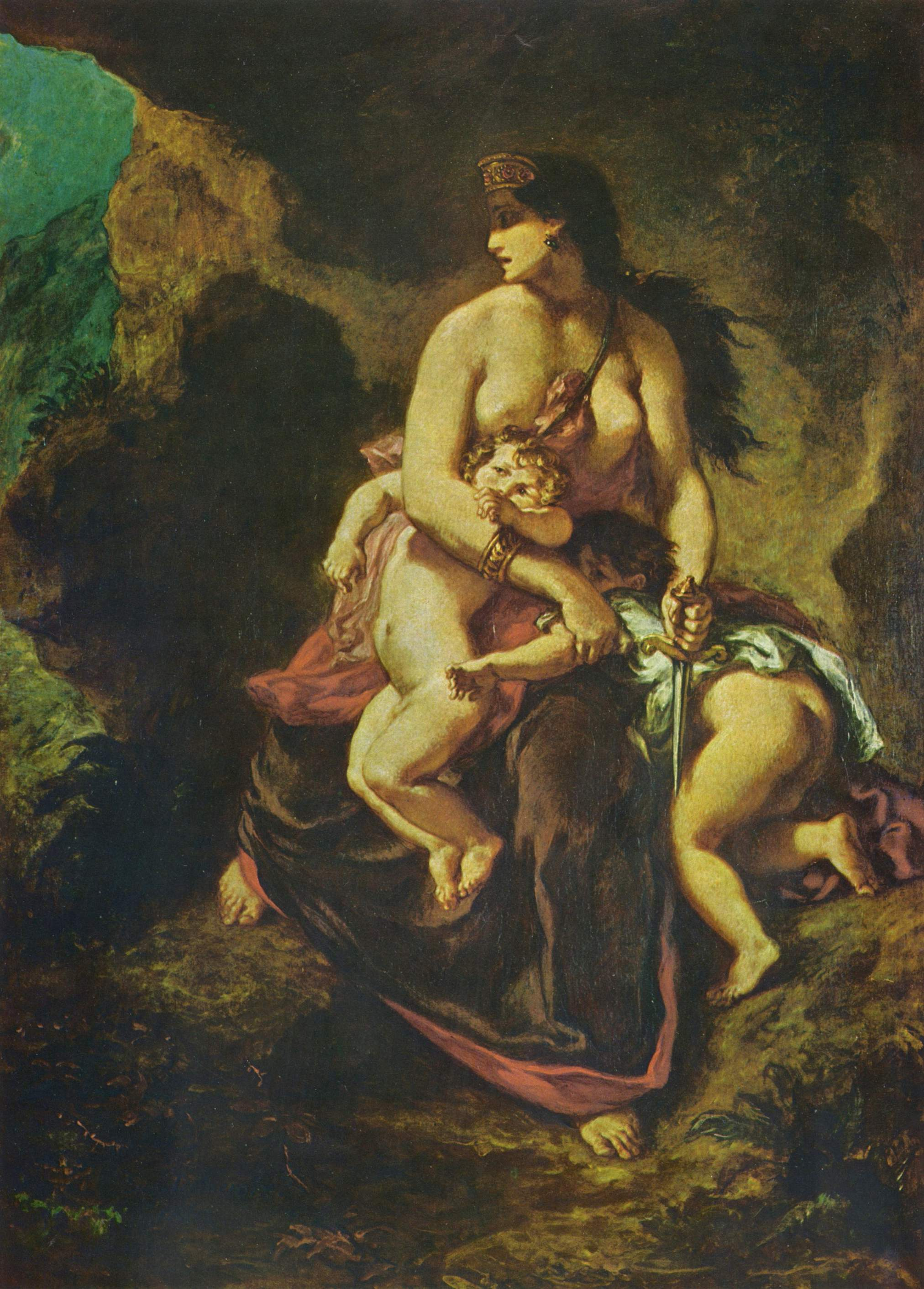
Medeia, por Eugène Delacroix

Na mitologia grega, Medeia (em grego:  Μήδεια, transl.: Médeia) era filha do rei Eetes, da Cólquida (atualmente, a Geórgia), sobrinha de Circe (aparecendo, ainda, como filha de Circe e Hermes ou como irmã de Circe e filha de Hécate) e que foi, por algum tempo, esposa de Jasão. É uma das personagens mais terríveis e fascinantes da mitologia, ao envolver sentimentos contraditórios e profundamente cruéis, que inspiraram muitos artistas ao longo da história na escultura, pintura, teatro, cinema, ópera etc.
Os mitos e personagens que envolvem Medeia têm sido classificados por alguns autores como narrativas e elementos-chave respeitantes ao limiar cultural e civilizacional que separa, por um lado o mundo primitivo das culturas pelásgicas dos xamãs, das divindades ctônicos, dos matriarcados arcaicos e da Deusa-mãe e, por outro, os novos desafios e paradigmas abertos pela Idade do Bronze. O mito de Medeia insere-se no ciclo narrativo dos Argonautas que nos chegou até hoje, de forma mais completa, na obra Argonautica de Apolónio de Rodes (século III a.C.) que se baseou em material disperso, a que tinha acesso na famosa biblioteca de Alexandria.

## História
Tudo começa quando Jasão chega à Cólquida para reivindicar o velocino de ouro para si. Como é frequente em muitos mitos, Eetes promete-lhe o velocino, desde que o herói cumpra uma tarefa. Jasão teria de lavrar um campo com dois touros monstruosos e indomados, de cascos de bronze e que expeliam fogo pelas narinas, que lhe tinham sido oferecidos por Hefesto. Em seguida, teria de semear no campo lavrado os dentes de um dragão que foi morto por Cadmo em tempos passados. Segundo alguns relatos, Hera, como protetora de Jasão, pediu a Afrodite que convencesse Eros a fazer Medeia se apaixonar por Jasão. Assim, ela, conhecendo as segundas intenções do seu pai, passa a ajudar o herói. Em troca, ele se casaria com ela, e a levaria consigo no caminho de volta a Iolcos. Medeia oferece, então, ao estrangeiro, um unguento que deveria usar no corpo e no seu escudo, tornando-o invulnerável ao fogo e ao ferro durante um dia - o suficiente para enfrentar os touros e lavrar o campo.

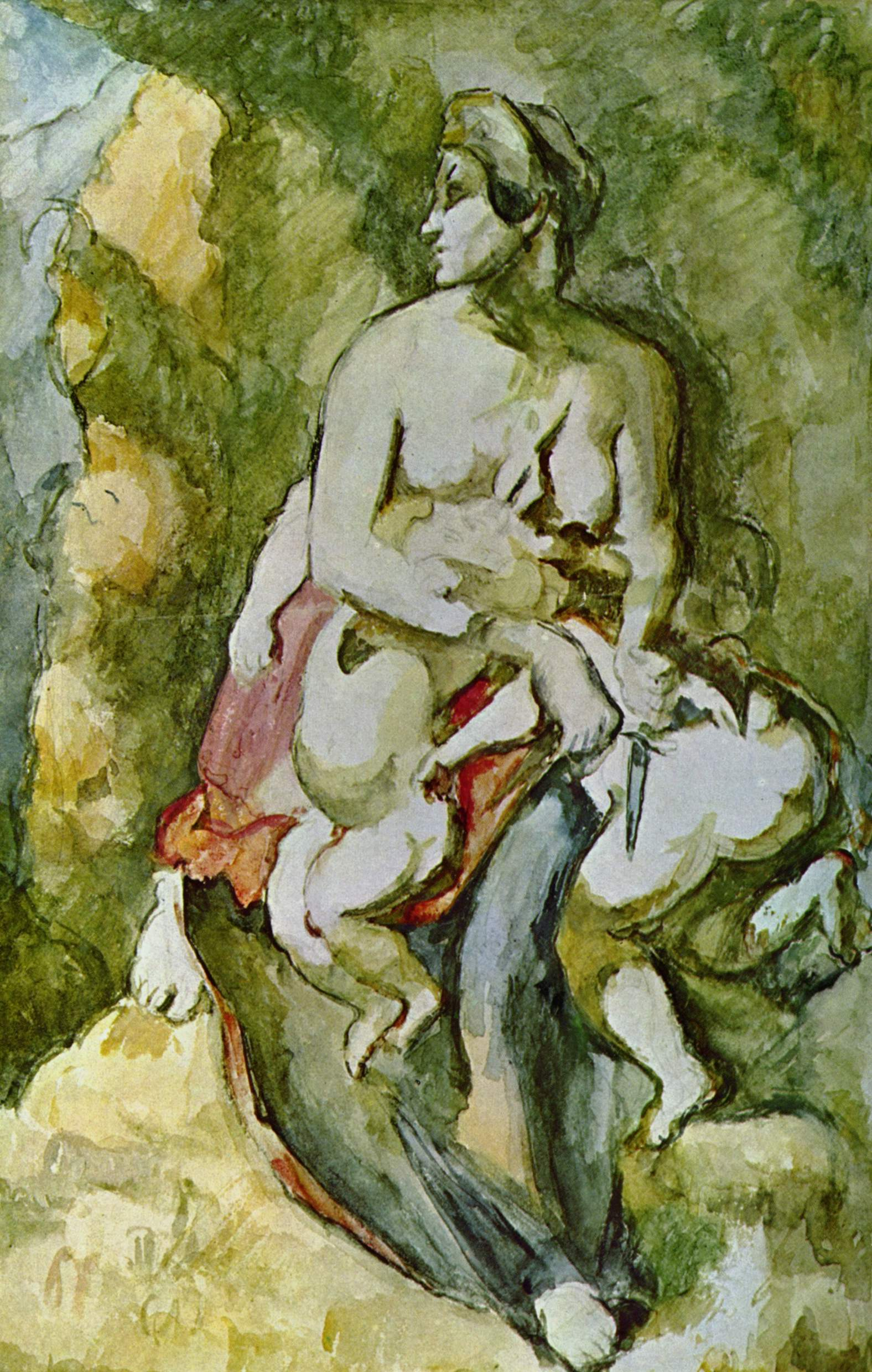
Medéia, de Paul Cézanne

Medeia adverte-o também de que dos dentes de dragão nascerá uma seara de soldados que se virarão contra ele e que o tentarão matar. Contudo, Medeia, conhecedora da história de Cadmo, dá-lhe a simples solução para o problema: basta lançar uma pedra, de longe, para o meio desse exército erguido da terra. Os soldados entrariam em discussão sobre quem atirou a pedra e matariam uns aos outros. Com tais conselhos, Jasão executou as tarefas com facilidade e voltou a reclamar o velo de ouro a Eetes.
O rei da Cólquida, furioso, resiste e tenta frustrar de novo os intentos do argonauta, tentando incendiar a nau Argo, de onde este viera, além de pretender matar a sua tripulação. É novamente Medeia quem ajudará Jasão a escapar a esse destino, ao adormecer com narcóticos o dragão que guardava o velo de ouro e avisando-o dos planos do pai. Conseguem, assim, fugir da Cólquida, com o tesouro almejado. Numa versão da história, durante a fuga, Medeia terá curado Atalanta de feridas graves.
É então que o lado cruel de Medeia se revela pela primeira vez. Quando partem, leva consigo Apsirto, seu irmão, sabendo que não tardaria que seu pai lhes fosse no encalço. Para o atrasar, mata o irmão e despedaça-o, dispersando os restos mortais pelo caminho, sabendo que o pai tentaria recolher cada pedaço para lhe dar a sepultura devida. O crime fá-los incorrer, contudo, na ira de Zeus que faz afastar a expedição da sua rota. Então, é a própria nau, Argo, onde seguem que ganha o dom da fala e que os informa que terão de ser ritualmente purificados do crime cometido contra Apsirto junto de Circe, tia de Medeia (filha de Helios - o Sol, tal como o seu pai). Param, por isso, algum tempo junto da feiticeira que os purifica, mas não aceita a permanência de Jasão no seu território.

## Na Tessália
De volta à Tessália, atribuiu-se a Medeia a profecia de que o timoneiro da nau Argo, Eufemo, governaria a Líbia - o que viria, contudo, apenas a cumprir-se no seu descendente Bato. Chegados a Creta, Medeia voltou a ter um papel importante perante Talos, o homem de bronze, que, quase invulnerável, rondava a ilha, lançando pedras contra as naus que se aproximassem para que não chegassem a acostar. O seu ponto fraco consistia numa veia protegida por uma cavilha, no fundo da perna. Existem muitas versões sobre a morte do gigante. Se há autores, como Apolodoro, que a atribuem a uma flecha disparada por Peante, a maioria das versões atribui este novo sucesso às artes mágicas de Medeia que o terá enfeitiçado a partir da nau, levando-o à loucura com falsas visões de imortalidade se retirasse a cavilha, ou, através de drogas que o levaram a ferir-se com uma rocha no ponto sensível do seu corpo. Morrendo o gigante, a tripulação pode descansar em terra firme.

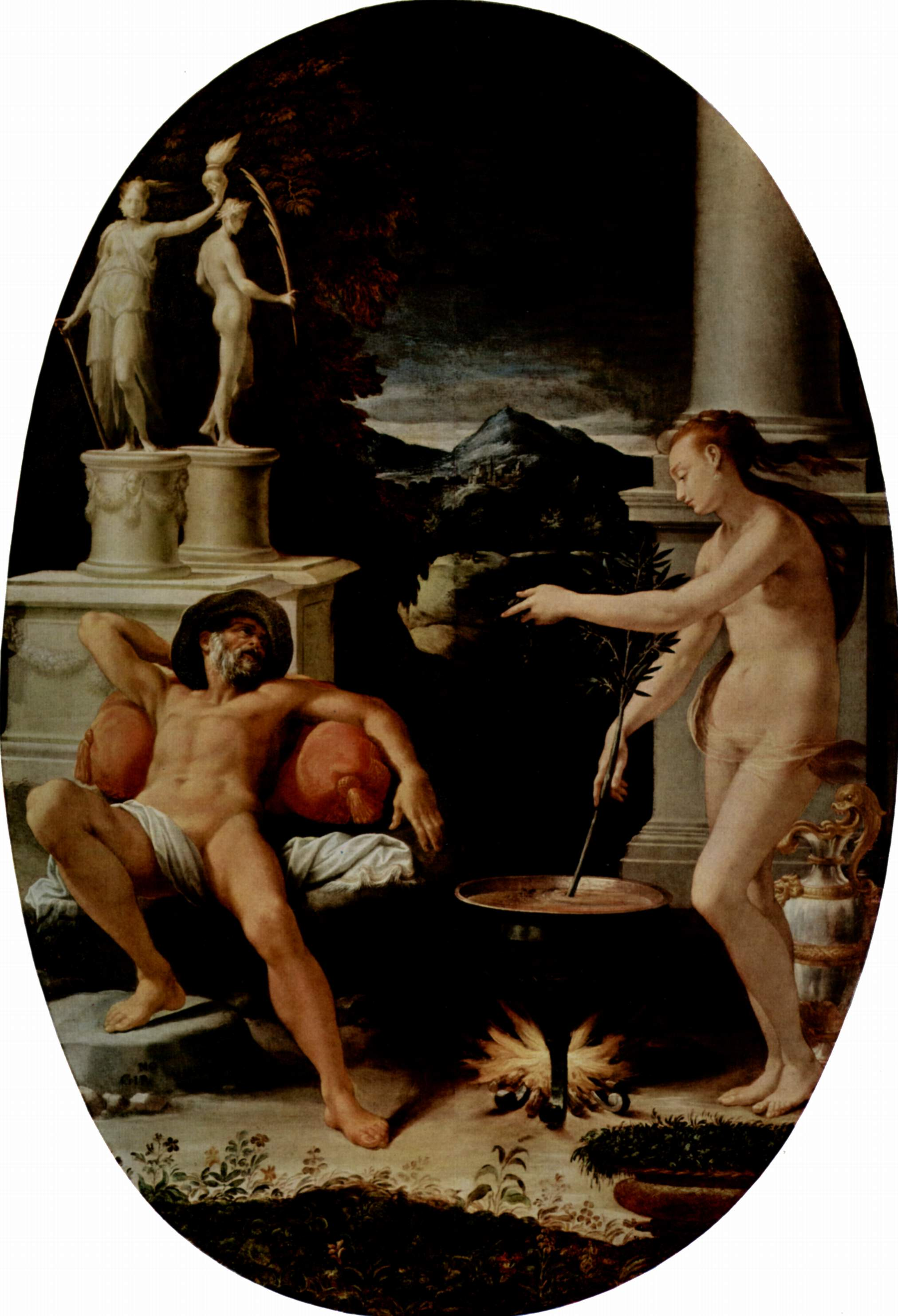
"Jasão e Medeia", segundo uma pintura de Girolamo Macchietti

Vários comentadores do mito consideram que foi a própria Hera, mulher de Zeus, a dispor o destino de Jasão em direcção à Cólquida, para que este trouxesse consigo Medeia, a mulher certa para levar Pélias à morte. Com a chegada de Medeia e Jasão, o tirano recusa-se a largar o poder. O facto de ter atentado contra a vida de Jasão ao enviá-lo na demanda do velo de ouro, faz com que Medeia engendre uma nova forma de o levar à perdição, fazendo uso das artes ocultas e de alguma astúcia. Fazendo-se amiga das filhas do rei, diz-lhes que é capaz de rejuvenescer quem ela quiser. Para o provar, mandou esquartejar um carneiro velho e colocou-o dentro de um caldeirão com uma poção fervente. De seguida, retirou o animal, inteiro e de bastante boa saúde. Outros autores sustentam que fez a prova com Éson, o próprio pai de Jasão, o que lhe dava ainda mais crédito. As raparigas, excitadas, correram a esquartejar o pai e lançar os seus pedaços dentro do caldeirão. Como é óbvio, não voltou a sair de lá com vida. Depois deste incidente macabro, Medeia fugiu com o seu amado para Corinto.

## Em Corinto
Em Corinto, a felicidade de Medeia foi de pouca duração. Já com filhos de Jasão, foi alvo da intriga do rei Creonte que influenciou Jasão a deixá-la, de modo a casá-lo com a sua filha, Creusa (ou Glauce). Tendo convencido Jasão, tratou de banir Medeia de Corinto. Esta, contudo, antes de abandonar a cidade, ainda conseguiu vingar-se, novamente aliando astúcia com magia. Fez chegar às mãos de Creusa um vestido e jóias - um presente literalmente envenenado, já que cada acessório tinha sido embebido numa poção secreta. Assim que a sua rival se vestiu, sentiu o seu corpo invadido de um fogo misterioso que logo se espalhou para o seu pai, que a tentou socorrer, bem como para todo o palácio - episódio este que tem semelhanças com a morte de Héracles, por obra de Nesso. Alguns narradores contam que Medeia, em fuga, não teve possibilidade de levar consigo os filhos que, perante a negligência de Jasão, foram apedrejados até à morte pela família de Creonte, como vingança.
Contudo, a versão mais conhecida é ainda mais sombria e deve-se a Eurípides, na sua tragédia Medeia, apresentada pela primeira vez em 431 a.C.. Aqui, é a própria Medeia quem mata os filhos antes de fugir para Atenas, não num acesso de loucura, mas num ato de fria e premeditada vingança em relação ao marido infiel. Eurípides foi, na altura, acusado de ceder perante um elevado suborno de cidadãos coríntios que preferiam uma versão onde não fosse o povo daquela cidade a cometer o infanticídio.

## Em Atenas
Medeia fugiu para Atenas, onde se casa com o Rei Egeu. Eles tiveram um filho, Medo. Quando Teseu volta, Medeia tenta envenená-lo, mas Egeu descobre que Teseu era seu filho e impede o assassinato.

## De volta à Cólquida
Medeia e Medo voltam para a Cólquida, e descobrem que Eetes tinha sido deposto por seu irmão Perses. Medeia e Medo matam Perses, e Medo se torna rei. Quando Medo conquista um grande território, este passa a se chamar Média.

## Medeia na cultura popular
- No filme de 1963, Jason and the Argonauts, Medea foi interpretada por Nancy Kovack.
- Medeia foi uma das entidades evocadas por Satan a fim de destruir o Capitão Marvel em World Finest Comics #254 (1978). O herói conseguiu derrotá-la usando a erva Moly, uma vez que a feiticeira era sobrinha de Circe, e também partilhava de sua vulnerabilidade.
- Medeia aparece na série de anime Fate/stay night, como um dos espíritos do passado invocados para participar pela Guerra do Santo Graal. Ele é uma serva da classe "Feiticeira", fisicamente fraca mas com imensas habilidades mágicas e a habilidade de anular feitiços de seus oponentes.
- Medeia é a personagem Joana de Gota d'Água, peça teatral dos escritores brasileiros Chico Buarque e Paulo Pontes, escrita em 1975, e publicada em livro homônimo em 1975. A ideia foi originalmente derivada de um trabalho de Oduvaldo Viana Filho, que adaptara a peça grega clássica de Eurípedes sobre o mito de Medeia, para a televisão, e à memória do qual foi dedicada.
- A tragédia de Eurípides foi transformada em filme duas vezes, pelo italiano Pier Paolo Pasolini e pelo dinamarquês Lars Von Trier.
- É uma das vilãs encontradas na série Os Heróis do Olimpo de Rick Riordan.
- É uma das vilãs da série de TV britânica da BBC, Atlantis.
- Medeia aparece na série de anime Saint Seiya Ômega, como esposa do antagonista na primeira temporada da série. Ela é uma feiticeira sagrada com amplo poder, sendo capaz de trazer o Deus das trevas com sua magia. É extremamente fria e calculista, possuindo uma habilidade esplêndida para manipular pessoas.
- Medeia aparece na série de anime e jogos de Fate da empresa TYPE-MOON como uma personagem da classe Caster.